# Campionato mondiale maschile di pallacanestro Under-21 2001
Il III campionato mondiale maschile di pallacanestro Under-21 FIBA 2001 (noto anche come World Championship for Young Men 2001) si è svolto in Giappone dal 3 agosto al 12 agosto 2001.
Rispetto alle due edizioni precedenti parteciparono giocatori Under-21.

## Risultati

### Prima fase a gruppi
|  | Ammesse alle semifinali                  |
|  | Ammesse ai confronti per il 9º-12º posto |

#### Gruppo A
| Squadra                  | G | V | P | PF  | PS  | P.ti |
| ------------------------ | - | - | - | --- | --- | ---- |
| Spagna under 21          | 5 | 4 | 1 | 427 | 323 | 9    |
| Australia under 21       | 5 | 4 | 1 | 443 | 362 | 9    |
| Rep. Dominicana under 21 | 5 | 3 | 2 | 440 | 433 | 8    |
| Slovenia under 21        | 5 | 3 | 2 | 378 | 354 | 8    |
| Egitto under 21          | 5 | 1 | 4 | 329 | 450 | 6    |
| Qatar under 21           | 5 | 0 | 5 | 329 | 424 | 5    |

#### Gruppo B
| Squadra                | G | V | P | PF  | PS  | P.ti |
| ---------------------- | - | - | - | --- | --- | ---- |
| Stati Uniti under 21   | 5 | 5 | 0 | 521 | 374 | 10   |
| Israele under 21       | 5 | 4 | 1 | 433 | 380 | 9    |
| Argentina under 21     | 5 | 3 | 2 | 417 | 371 | 8    |
| Croazia under 21       | 5 | 2 | 3 | 458 | 411 | 7    |
| Giappone under 21      | 5 | 1 | 4 | 411 | 531 | 6    |
| Corea del Sud under 21 | 5 | 0 | 5 | 396 | 569 | 5    |

### Fase ad eliminazione diretta

#### Tabellone gare 9º - 12º posto
|  | Playoffs               | Playoffs               | Playoffs       |                |                 | Nono posto             | Nono posto             | Nono posto       |  |
|  |                        |                        |                |                |                 |                        |                        |                  |  |
|  | Egitto under 21        | Egitto under 21        | 101            |                |                 |                        |                        |                  |  |
|  | Egitto under 21        | Egitto under 21        | 101            |                |                 |                        |                        |                  |  |
|  | Corea del Sud under 21 | Corea del Sud under 21 | 76             |                |                 |                        |                        |                  |  |
|  | Corea del Sud under 21 | Corea del Sud under 21 | 76             |                | Egitto under 21 | Egitto under 21        | 91                     |                  |  |
|  |                        |                        |                |                | Egitto under 21 | Egitto under 21        | 91                     |                  |  |
|  |                        |                        | Qatar under 21 | Qatar under 21 | 76              |                        |                        |                  |  |
|  | Giappone under 21      | Giappone under 21      | Qatar under 21 | Qatar under 21 | 76              | 80                     |                        |                  |  |
|  | Giappone under 21      | Giappone under 21      |                |                |                 | 80                     |                        |                  |  |
|  | Qatar under 21         | Qatar under 21         | 96             |                |                 | Undicesimo posto       | Undicesimo posto       | Undicesimo posto |  |
|  | Qatar under 21         | Qatar under 21         | 96             |                |                 |                        |                        |                  |  |
|  |                        |                        |                |                |                 |                        |                        |                  |  |
|  |                        |                        |                |                |                 | Corea del Sud under 21 | Corea del Sud under 21 | 81               |  |
|  |                        |                        |                |                |                 | Corea del Sud under 21 | Corea del Sud under 21 | 81               |  |
|  |                        |                        |                |                |                 | Giappone under 21      | Giappone under 21      | 82               |  |

#### Tabellone gare 5º - 8º posto
|  | Playoffs           | Playoffs           | Playoffs        |                 |                   | Quinto posto       | Quinto posto       | Quinto posto  |  |
|  |                    |                    |                 |                 |                   |                    |                    |               |  |
|  | Australia under 21 | Australia under 21 | 89              |                 |                   |                    |                    |               |  |
|  | Australia under 21 | Australia under 21 | 89              |                 |                   |                    |                    |               |  |
|  | Slovenia under 21  | Slovenia under 21  | 99              |                 |                   |                    |                    |               |  |
|  | Slovenia under 21  | Slovenia under 21  | 99              |                 | Slovenia under 21 | Slovenia under 21  | 65                 |               |  |
|  |                    |                    |                 |                 | Slovenia under 21 | Slovenia under 21  | 65                 |               |  |
|  |                    |                    | Spagna under 21 | Spagna under 21 | 79                |                    |                    |               |  |
|  | Israele under 21   | Israele under 21   | Spagna under 21 | Spagna under 21 | 79                | 68                 |                    |               |  |
|  | Israele under 21   | Israele under 21   |                 |                 |                   | 68                 |                    |               |  |
|  | Spagna under 21    | Spagna under 21    | 76              |                 |                   | Settimo posto      | Settimo posto      | Settimo posto |  |
|  | Spagna under 21    | Spagna under 21    | 76              |                 |                   |                    |                    |               |  |
|  |                    |                    |                 |                 |                   |                    |                    |               |  |
|  |                    |                    |                 |                 |                   | Israele under 21   | Israele under 21   | 80            |  |
|  |                    |                    |                 |                 |                   | Israele under 21   | Israele under 21   | 80            |  |
|  |                    |                    |                 |                 |                   | Australia under 21 | Australia under 21 | 77            |  |

#### Tabellone finale
|  | Quarti di finale         | Quarti di finale         |                      |                          | Semifinali                | Semifinali                |  |  | Finale | Finale |
|  |                          |                          |                      |                          |                           |                           |  |  |        |        |
|  |                          |                          |                      |                          |                           |                           |  |  |        |        |
|  |                          |                          |                      |                          |                           |                           |  |  |        |        |
|  | Australia under 21       | 64                       |                      |                          |                           |                           |  |  |        |        |
|  | Australia under 21       | 64                       |                      |                          |                           |                           |  |  |        |        |
|  | Argentina under 21       | 75                       |                      |                          |                           |                           |  |  |        |        |
|  | Argentina under 21       | 75                       | Argentina under 21   | 90                       |                           |                           |  |  |        |        |
|  |                          |                          | Argentina under 21   | 90                       |                           |                           |  |  |        |        |
|  |                          | Stati Uniti under 21     | 95                   |                          |                           |                           |  |  |        |        |
|  | Stati Uniti under 21     | Stati Uniti under 21     | 95                   | 110                      |                           |                           |  |  |        |        |
|  | Stati Uniti under 21     |                          |                      | 110                      |                           |                           |  |  |        |        |
|  | Slovenia under 21        | 83                       |                      |                          |                           |                           |  |  |        |        |
|  | Slovenia under 21        | 83                       | Stati Uniti under 21 | 89                       |                           |                           |  |  |        |        |
|  |                          |                          | Stati Uniti under 21 | 89                       |                           |                           |  |  |        |        |
|  |                          | Croazia under 21         | 80                   |                          |                           |                           |  |  |        |        |
|  | Spagna under 21          | Croazia under 21         | 80                   | 67                       |                           |                           |  |  |        |        |
|  | Spagna under 21          |                          |                      | 67                       |                           |                           |  |  |        |        |
|  | Croazia under 21         | 83                       |                      |                          |                           |                           |  |  |        |        |
|  | Croazia under 21         | 83                       | Croazia under 21     | 89                       | Finale per il terzo posto | Finale per il terzo posto |  |  |        |        |
|  |                          |                          | Croazia under 21     | 89                       | Finale per il terzo posto | Finale per il terzo posto |  |  |        |        |
|  |                          | Rep. Dominicana under 21 | 64                   |                          |                           |                           |  |  |        |        |
|  | Israele under 21         | Rep. Dominicana under 21 | 64                   | 72                       | Argentina under 21        | 87                        |  |  |        |        |
|  | Israele under 21         |                          |                      | 72                       | Argentina under 21        | 87                        |  |  |        |        |
|  | Rep. Dominicana under 21 | 91                       |                      | Rep. Dominicana under 21 | 82                        |                           |  |  |        |        |
|  | Rep. Dominicana under 21 | 91                       |                      |                          | 82                        |                           |  |  |        |        |
|  |                          |                          |                      |                          |                           |                           |  |  |        |        |
|  |                          |                          |                      |                          |                           |                           |  |  |        |        |

## Classifica finale
| Campione del Mondo | Campione del Mondo | Campione del Mondo | Campione del Mondo |
| --- | ------------------ | --- | ------------------ |
| Stati Uniti under 214 Nelson, 5 Duhon, 6 Bell, 7 Jones, 8 Taylor, 9 Collison, 10 Boozer, 11 Butler, 12 Sweetney, 13 Evans, 14 Kapono, 15 Cook, All. Jim Boeheim |                    | |                    |
| Argento | Croazia            | Croazia under 214 Subotić, 5 Miljković, 6 Perković, 7 Morić, 8 Tomas, 9 Lončar, 10 Planinić, 11 Stojić, 12 Malić, 13 Garma, 14 Šundov, 15 Džidić, All. Silvio Baturina        |                    |
| Bronzo | Argentina          | Argentina under 214 Scola, 5 Kammerichs, 6 Mikulas, 7 Boccia, 8 Ciorciari, 9 Malara, 10 Calderón, 11 Guaita, 12 Martin, 13 Delfino, 14 Carrizo, 15 Ibarra, All. Fernando Duró |                    |
| 4. | Rep. Dominicana    | Rep. Dominicana under 214 Arias, 5 Fructuoso, 6 L. Flores, 7 Morbán, 8 Turner, 9 B. Flores, 10 Pichardo, 11 Báez, 12 Almonte, 13 Filión, 14 Martínez, All. -                  |                    |
| 5. | Spagna             | Spagna under 214 Manzano, 5 Rodríguez, 6 Morentin, 7 Puyada, 8 Calderón, 9 Drame, 10 Cabezas, 11 Bueno, 12 Vidal, 13 Gabriel, 14 Valera, 15 Fernández, All. Paco García       |                    |
| 6. | Slovenia           | Slovenia under 214 Ožbolt, 5 Joksimovič, 6 Brolih, 7 Antonijevič, 8 Klepo, 9 Miletić, 10 Jokić, 11 Zagorac, 12 Nachbar, 13 Pavič, 14 Skornik, 15 Lorbek, All. Zoran Martič    |                    |
| 7. | Israele            | Israele under 214 Naor, 5 Nissim, 6 Gordon, 7 Ichaki, 8 Volfer, 9 Hazut, 10 Burstein, 11 Green, 12 Mizrahi, 13 Katz, 14 Kazarnovski, 15 Ohanon, All. Yoram Harush             |                    |
| 8. | Australia          | Australia under 214 Looke, 5 Quick, 6 Doherty, 7 Andersen, 8 Black, 9 Wright, 10 Kendall, 11 Mottram, 12 Sheridan, 13 Schenscher, 14 Latimer, 15 Rice, All. -                 |                    |
| 9. | Egitto             | Egitto under 214 Seif el-Din, 5 Fanan, 6 Gunady, 7 el-Habashy, 8 Abdel-Bary, 9 el-Banna, 10 el-Sehrty, 11 Badran, 12 el-Kirdani, 13 Abdelkader, 14 Taman, 15 Khedr, All. -    |                    |
| 10. | Qatar              | Qatar under 214 al-Nasr, 5 Faisal, 6 Salem, 7 Saeed, 8 Mubarak, 9 Mousa, 10 Musa, 11 M. Mohammed, 12 Ismaiel, 13 B. Mohammed, 14 Zaidan, 15 Abdullah, All. -                  |                    |
| 11. | Giappone           | Giappone under 214 Kashiwakura, 5 K. Sato, 6 Tabuse, 7 Murayama, 8 Amino, 9 Hongo, 10 Uchiyama, 11 Yamada, 12 Uzawa, 13 T. Sato, 14 Nagasawa, 15 Hatano, All. -               |                    |
| 12. | Corea del Sud      | Corea del Sud under 214 Jeong J., 5 Jeong Se-yeong, 6 Yang, 7 Go, 8 Park S., 9 Kim Dong-uk, 10 O, 11 Kim Dong-u, 12 Jeong Seon-gyu, 13 Park G., 14 Kim I., 15 Baek, All. -    |                    |